# Bond Belanghebbenden Binnenland Vaartdienst
De Bond Belanghebbenden Binnenland Vaartdienst (BBBV) is een vakbond in Suriname.
De oprichting vond plaats op 16 januari 2017 toen contractarbeiders bij de Scheepvaart Maatschappij Suriname (SMS) al sinds 15 december 2016 verschillende slowdownacties hadden gehouden. Een deel van hen was maandenlang niet meer uitbetaald, sommigen tot zes maanden niet.
De bond is sinds vrijwel de start aangesloten bij de vakcentrale Progressieve Werknemers Organisatie (PWO). In de eerste maand schreven zich 89 zelfstandige motoristen en matrozen in bij de bond. Stefanus Ligorie werd gekozen tot voorzitter. Zelf werkzaam voor SMS, werd hij door zijn werkgever een maand later op non-actief gesteld.